# Уицилопочтли
Уицилопочтли (аст. Huitzilopōchtli; [wi.ʦi.lo.ˈpoːʧ.tɬi] — «колибри юга» или «колибри левой стороны») — бог солнца, бог войны и национальный бог ацтеков, покровитель города Теночтитлан. Происхождение имени связано с тем, что птица колибри олицетворяет солнце у многих племён Центральной Америки.
Варианты имени: Хуитцилопоцли; Витцлипохтли; Вицлипуцли (Вицли-Пуцли).

## В мифологии
Матерью Уицилопочтли была Коатликуэ, а отцом — комок перьев колибри (или, по другой версии, Мишкоатль). Его сестра Малинальшочи, прекрасная волшебница, была также его соперницей. Посланником служил Пайналь.
Легенда о Уицилопочтли записана в «Хронике Мешикайотль». Его сестра Койольшауки пыталась убить его мать за то, что она забеременела от перьев. Однако, прознав про это, Уицилопочтли выпрыгнул из чрева матери в полном воинском облачении и убил Койольшауки, а также множество из 400 своих братьев и сестёр Сенцонуицнауа. Затем он забросил отрубленную голову сестры высоко в небо, где та стала луной, а брошенные следом братья и сёстры — звёздами.
Уицилопочтли был племенным богом и легендарным волшебником ацтеков. Изначально его важность для народов науа была невелика, но после появления империи ацтеков её правитель Тлакаелель внёс изменения в пантеон богов, поставив Уицилопочтли на один уровень с Кетцалькоатлем, Тлалоком и Тескатлипокой и назначив его богом солнца. Таким образом, Уицилопочтли занял место бога Нанауацина из легенд науа.

## Культ

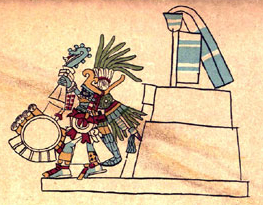
Уицилопочтли в кодексе Мальябекки

Ацтеки верили в существование высшего, невидимого творца и властителя вселенной, Таотля. Ему были подчинены 13 главных божеств и ещё 200 низших, из которых каждому был посвящён определённый день или же особое празднество. Во главе последних стоял бог-покровитель всего народа, страшный Уицилопочтли, мексиканский Марс. Храмы, воздвигнутые в честь него, были самыми великолепными и величественными, алтари его в каждом городе Мексики дымились от крови принесённых ему в жертву военнопленных. После этого бога самыми выдающимися представителями древнемексиканского пантеона являются Кетцалькоатль и Тескатлипока.
Утверждалось, что Уицилопочтли постоянно сражался с тьмой и требовал постоянного пополнения сил через жертвоприношения, которые позволяли солнцу продержаться ещё один 52-летний цикл. Из 18 фестивалей, проводимых ацтеками в году, один посвящался Уицилопочтли. Во времена правления Тлакаелеля ацтеки верили, что человеческие жертвоприношения смогут задержать конец света хотя бы ещё на 52 года.
Культовый комплекс Темпло Майор в Теночтитлане был посвящён Уицилопочтли и Тлалоку, поскольку их силы считались равными. Темпло Майор выполнен в виде пирамиды с двумя храмами-близнецами, на её вершине — статуи Уицилопочтли слева и Тлалоку справа.

## В массовой культуре
- В стихотворении Генриха Гейне «Вицли-Пуцли» (нем. Vitzliputzli, перевод М. Л. Михайлова) ацтекский бог противопоставляется испанскому конкистадору Фернандо Кортесу, завоевавшему Мексику и уничтожившему государственность ацтеков.
- В начале романа Михаила Булгакова «Мастер и Маргарита» Берлиоз рассказывает Ивану Бездомному о культе «ацтекского бога Вицлипуцли».
- У Стругацких в повести «Трудно быть богом» упоминается шутливая песня «Старый шкипер Вицлипуцли», изначально описанная у Льва Кассиля в книге «Кондуит и Швамбрания».
- В новелле Теофиля Готье «Ножка мумии» торговец «брикабраком» (антикварными редкостями) предлагает рассказчику в качестве пресс-папье, среди прочих, статуэтку «Вицли-Пуцли»: «Я колебался, не зная, чему отдать предпочтение: фарфоровому ли дракону <…> или маленькому мексиканскому фетишу, весьма отвратительному, изображавшему в натуральном виде самого бога Вицли-Пуцли <…>».
- В рассказе Лавкрафта «Перевоплощение Хуана Ромеро» Хуан Ромеро пропадает в пропасти под крики «Уицилопочтли»: «Резкие гортанные звуки пришли на смену обычной для него смеси дурного испанского с ещё более плохим английским, и только одно часто повторявшееся слово „Уицилопочтли“ показалось мне смутно знакомым. Позднее я обнаружил это слово в книге одного знаменитого историка — и содрогнулся, осознав его смысл. <…>».
- В комиксах Marvel Comics существует персонаж Колибри, являющийся инкарнацией Уицилопочтли.